# Saproscincus spectabilis
Saproscincus spectabilis — вид сцинкоподібних ящірок родини сцинкових (Scincidae). Ендемік Австралії.

## Поширення і екологія
Saproscincus spectabilis мешкають на південному сході Квінсленду та на північному сході Нового Південного Уельсу, від Брисбена до Сіднея. Вони живуть у вологих склерофітних лісах, в лісовій підстилці, трапляються в парках і садах. Віддають перевагу тінистим ярам. Живляться дрібними комахами.